# Emmanuel Ndueso
Emmanuel Ndueso ist ein nigerianischer Fußballspieler.

## Karriere
Emmanuel Ndueso stand 2019 beim Chinland FC in Myanmar unter Vertrag. Wo er vorher gespielt hat, ist unbekannt. Der Verein aus dem Chin-Staat spielte in der ersten Liga des Landes, der Myanmar National League. 2019 absolvierte er zehn Erstligaspiele und schoss dabei zwei Tore. Wo er seit 2020 spielt, ist unbekannt.